# Ácido tiociânico
Ácido tiociânico é um composto químico com a fórmula HSCN que existe como uma mistura com o composto isômero ácido isotiociânico (HNCS). É o análogo de enxofre do ácido ciânico (HOCN).
É um ácido fraco, próximo ao forte, com um pKa de 1,1 a 20 °C e extrapolado a força iônica nula.
HSCN é previsto como tendo uma ligação tripla entre carbono e nitrogênio. Ele tem sido observado espectroscopicamente mas não tem sido isolado como substância pura.
Os sais e ésteres do ácido tiociânico são conhecidos como tiocianatos. Os sais são compostos do íon tiocianato (-SCN) e um cátion metálico disponível (e.g., tiocianato de potássio, KSCN). Os ésteres do ácido tiociânico tem a estrutura geral R-SCN.